# Výborná
Výborná es un municipio del distrito de Kežmarok en la región de Prešov, Eslovaquia, con una población estimada a final del año 2024 de 1443 habitantes.
Se encuentra ubicado al noroeste de la región, cerca del río Poprad (cuenca hidrográfica del río Vístula) y de la frontera con Polonia.

## Demografía
| Año        | 1994 | 2004     | 2014     | 2024     |
| ---------- | ---- | -------- | -------- | -------- |
| Población  | 668  | 908      | 1156     | 1443     |
| Diferencia |      | +35,92 % | +27,31 % | +24,82 % |

| Año        | 2023 | 2024    |
| ---------- | ---- | ------- |
| Población  | 1404 | 1443    |
| Diferencia |      | +2,77 % |